# Tipo textual alejandrino

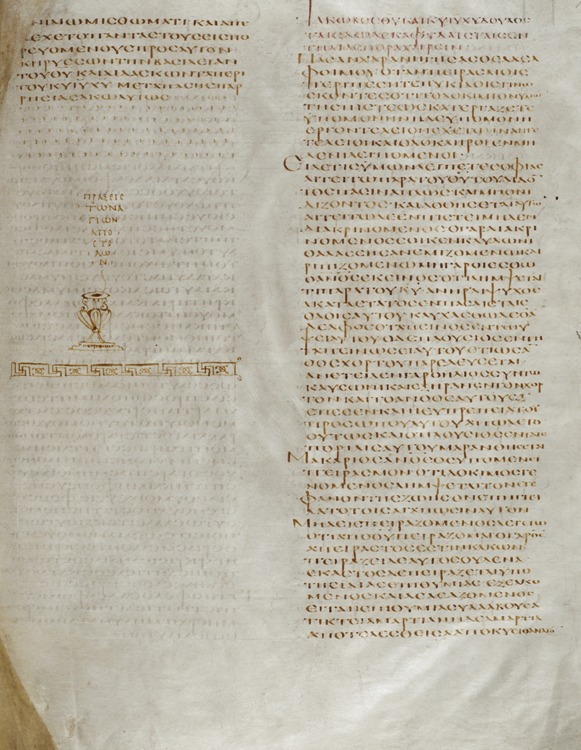
El final del libro de los Hechos (folio 76r) del Códice Alejandrino, el cual posee tipo textual bizantino en los Evangelios y alejandrino en gran parte del resto del Nuevo Testamento

El tipo textual alejandrino (también llamado neutral o egipcio), asociado con Alejandría, es uno de varios tipos textuales utilizados en la crítica textual del Nuevo Testamento para describir y agrupar el carácter textual de los manuscritos bíblicos. El tipo textual alejandrino es la forma del griego del Nuevo Testamento que predomina en los primeros documentos que han sobrevivido, así como el tipo textual copto utilizado en los manuscritos egipcios. En los manuscritos más recientes (a partir del siglo IX), el tipo textual bizantino se convirtió en el más común, y se mantiene como el texto estándar en la Iglesia Ortodoxa Griega, también subraya la mayoría de las traducciones protestantes de la época de la Reforma Protestante. Sin embargo, la mayoría de traducciones modernas del Nuevo Testamento ahora usan un texto griego ecdótico que está más cercano al tipo textual alejandrino.

## Manuscritos en tipo textual alejandrino
Hasta el siglo IX, los textos griegos fueron escritos enteramente en letras mayúsculas, también conocidas como unciales. Durante los siglos IX y X, la nueva escritura a mano en minúsculas gradualmente llegó a sustituir al viejo estilo. La mayoría de los manuscritos unciales griegos fueron recopiados en este período y sus hojas de pergamino típicamente raspadas para dejarlas en limpio para su reutilización. Por lo tanto, los manuscritos en griego que sobreviven del Nuevo Testamento de antes del siglo IX son relativamente raros; pero nueve - más de la mitad del total de los que sobreviven - muestran casi puro texto alejandrino. Estos incluyen los manuscritos más antiguos casi completos del Nuevo del Nuevo Testamento: el Códice Vaticano Griego 1209 y el Códice Sinaítico (se cree que datan a principios del siglo IV d. C.).
Un número considerable de papiros de porciones antiguas del Nuevo Testamento que aún sobreviven pueden asignarse a este tipo textual, - por ejemplo, {\displaystyle {\mathfrak {P}}}66 y {\displaystyle {\mathfrak {P}}}75 de principios del siglo III - también tienden a dar testimonio del texto alejandrino.
La primera traducción del Nuevo Testamento en una versión copta egipcia - el Sahidic a finales del siglo II - utiliza el texto alejandrino como base griega; aunque otras traducciones del siglo II y III - en latín y siríaco antiguo tienden más bien a ajustarse al tipo textual occidental.
A pesar de que la gran mayoría de los manuscritos posteriores están en minúsculas conforme al tipo-textual bizantino; estudios detallados periódicamente, identificaron minúsculas individuales que transmiten el alternativo texto alejandrino. Hasta ahora han sido descubiertos unos 17 manuscritos - en consecuencia, el tipo textual alejandrino es presenciado en casi 30 manuscritos conservados - de los cuales no todos están asociados con Egipto, aunque en esa área es donde son los más comunes.
Este tipo textual fue usado por Clemente, Atanasio y Cirilo.
Lista de manuscritos destacados en el tipo textual alejandrino:
| Signo                             | Nombre                      | Fecha         | Contenido                    |
| {\displaystyle {\mathfrak {P}}}46 | Chester Beatty II           | 200 d. C.     | Epístolas de Pablo           |
| {\displaystyle {\mathfrak {P}}}66 | Bodmer II                   | 200 d. C.     | Evangelios                   |
| {\displaystyle {\mathfrak {P}}}72 | Bodmer VII/VIII             | III/IV        | 1-2 Pedro; Judas             |
| {\displaystyle {\mathfrak {P}}}75 | Bodmer XIV-XV               | III           | Fragmentos de Lucas — Juan   |
| א                                 | Códice Sinaítico            | 330-360 d. C. | NT                           |
| B                                 | Códice Vaticano Griego 1209 | 325-350 d. C. | Mat. — Heb 9, 14             |
| A                                 | Códice Alejandrino          | 400 d. C.     | (excepto los Evangelios)     |
| C                                 | Códice Ephraemi Rescriptus  | V             | (excepto los Evangelios)     |
| Q                                 | Códice Guelferbytano B      | V             | fragmentos de Lucas — Juan   |
| T                                 | Códice Borgiano             | V             | fragmentos Lucas — Juan      |
| I                                 | Códice Freeriano            | V             | Epístolas de Pablo           |
| Z                                 | Códice Dublinense           | VI            | fragmentos de Mateo          |
| L                                 | Códice Regio                | VIII          | Evangelios                   |
| W                                 | Códice Washingtoniano       | V             | Lucas 1:1–8:12; J 5:12–21:25 |
| 057                               | Uncial 057                  | IV/V          | Hechos 3:5–6,10-12           |
| 0220                              | Uncial 0220                 | VI            | NT (excepto Rev.)            |
| 33                                | Minúscula 33                | IX            | Romanos                      |
| 81                                | Minúscula 81                | 1044          | Hechos, Pablo                |
| 892                               | Minúscula 892               | IX            | Evangelios                   |

Otros manuscritos
Los papiros: 
{\displaystyle {\mathfrak {P}}}1, {\displaystyle {\mathfrak {P}}}4, {\displaystyle {\mathfrak {P}}}5, {\displaystyle {\mathfrak {P}}}6, {\displaystyle {\mathfrak {P}}}8, {\displaystyle {\mathfrak {P}}}9, {\displaystyle {\mathfrak {P}}}10, {\displaystyle {\mathfrak {P}}}11, {\displaystyle {\mathfrak {P}}}12, {\displaystyle {\mathfrak {P}}}13, {\displaystyle {\mathfrak {P}}}14, {\displaystyle {\mathfrak {P}}}15, {\displaystyle {\mathfrak {P}}}16, {\displaystyle {\mathfrak {P}}}17, {\displaystyle {\mathfrak {P}}}18, {\displaystyle {\mathfrak {P}}}19, {\displaystyle {\mathfrak {P}}}20, {\displaystyle {\mathfrak {P}}}22, {\displaystyle {\mathfrak {P}}}23, {\displaystyle {\mathfrak {P}}}24, {\displaystyle {\mathfrak {P}}}26, {\displaystyle {\mathfrak {P}}}27, {\displaystyle {\mathfrak {P}}}28, {\displaystyle {\mathfrak {P}}}29, {\displaystyle {\mathfrak {P}}}30, {\displaystyle {\mathfrak {P}}}31, {\displaystyle {\mathfrak {P}}}32, {\displaystyle {\mathfrak {P}}}33, {\displaystyle {\mathfrak {P}}}34, {\displaystyle {\mathfrak {P}}}35, {\displaystyle {\mathfrak {P}}}37, {\displaystyle {\mathfrak {P}}}39, {\displaystyle {\mathfrak {P}}}40, {\displaystyle {\mathfrak {P}}}43, {\displaystyle {\mathfrak {P}}}44, {\displaystyle {\mathfrak {P}}}45, {\displaystyle {\mathfrak {P}}}47, {\displaystyle {\mathfrak {P}}}49, {\displaystyle {\mathfrak {P}}}51, {\displaystyle {\mathfrak {P}}}53, {\displaystyle {\mathfrak {P}}}55, {\displaystyle {\mathfrak {P}}}56, {\displaystyle {\mathfrak {P}}}57, {\displaystyle {\mathfrak {P}}}61, {\displaystyle {\mathfrak {P}}}62, {\displaystyle {\mathfrak {P}}}64, {\displaystyle {\mathfrak {P}}}65, {\displaystyle {\mathfrak {P}}}70, {\displaystyle {\mathfrak {P}}}71, {\displaystyle {\mathfrak {P}}}72, {\displaystyle {\mathfrak {P}}}74, {\displaystyle {\mathfrak {P}}}77, {\displaystyle {\mathfrak {P}}}78, {\displaystyle {\mathfrak {P}}}79, {\displaystyle {\mathfrak {P}}}80 (?), {\displaystyle {\mathfrak {P}}}81, {\displaystyle {\mathfrak {P}}}82, {\displaystyle {\mathfrak {P}}}85 (?), {\displaystyle {\mathfrak {P}}}86, {\displaystyle {\mathfrak {P}}}87, {\displaystyle {\mathfrak {P}}}90, {\displaystyle {\mathfrak {P}}}91, {\displaystyle {\mathfrak {P}}}92, {\displaystyle {\mathfrak {P}}}95, {\displaystyle {\mathfrak {P}}}100, {\displaystyle {\mathfrak {P}}}104, {\displaystyle {\mathfrak {P}}}106, {\displaystyle {\mathfrak {P}}}107, {\displaystyle {\mathfrak {P}}}108, {\displaystyle {\mathfrak {P}}}110, {\displaystyle {\mathfrak {P}}}111, {\displaystyle {\mathfrak {P}}}115, {\displaystyle {\mathfrak {P}}}122.
En Unciales:
Códice Coisliniano, Porphyriano (excepto Hechos, Rev), Dublinense, Sangallense (únicamente en Marcos), Zacynthio, Athos Lavrense (en marcos y epístolas cat.), Vaticano 2061, 059, 068, 071, 073, 076, 077, 081, 083, 085, 087, 088, 089, 091, 093 (excepto Acts), 094, 096, 098, 0101, 0102, 0108, 0111, 0114, 0129, 0142, 0155, 0156, 0162, 0167, 0172, 0173, 0175, 0181, 0183, 0184, 0185, 0189, 0201, 0204, 0205, 0207, 0223, 0225, 0232, 0234, 0240, 0243, 0244, 0245, 0247, 0254, 0270, 0271, 0274.
En Minúsculas: 20, 94, 104 (Epístolas), 157, 164, 215, 241, 254, 322, 323, 326, 376, 383, 442, 579 (excepto Mateo), 614, 718, 850, 1006, 1175, 1241 (excepto Hechos), 1243, 1292 (Cat.), 1342 (Marcos), 1506 (Pablo), 1611, 1739, 1841, 1852, 1908, 2040, 2053, 2062, 2298, 2344 (CE, Rev), 2351, 2427, 2464.
De acuerdo a los códices críticos {\displaystyle {\mathfrak {P}}}75 y B son los mejores testimonios alejandrinos, los cuales presentan el texto puro alejandrino. Todos los demás son clasificados en función a cuanto preservan {\displaystyle {\mathfrak {P}}}75-B la línea de texto. Entre los principales testimonios alejandrinos están incluidos {\displaystyle {\mathfrak {P}}}66 y citaciones de Orígenes, Entre los testimonios secundarios están incluidos los manuscritos C, L. 33 y los escritos de Dídimo el Ciego.

## Características del tipo textual alejandrino
Todos los manuscritos existentes de todos los tipos-textuales son por lo menos 85% idénticos y la mayoría de las variaciones no son traducibles a las lenguas modernas, como el orden de las palabras o la ortografía. En comparación con los testimonios del tipo-textual occidental, las lecturas alejandrinas tienden a ser más cortas, y comúnmente se considera que tiene una menor tendencia a ampliar o parafrasear. Algunos de los manuscritos que presentan el tipo-textual alejandrino tienen correcciones bizantinas a mano hechas más tarde (el Papiro 66, El Códice Sinaítico, El Códice Ephraemi, El Códice Regius, y El Códice Sangallensis). Al comparar los testimonios del tipo textual bizantino, los manuscritos alejandrinos tienden a:
- tener un mayor número de lecturas abruptas — como el final más corto del Evangelio de Marcos que termina en el texto alejandrino en Marcos 16:8 ("... porque temían.") omite los versículos de Marcos 16:9-20; Mateo 16:2b–3, Juan 5:4; Juan 7:53-8:11;

- Omitió los versículos: Mateo 12:47; 17:21; 18:11; Marcos 9:44.46; 11:26; 15:28; Lucas 17:36; Hechos 8:37; 15:34; 24:7; 28:29.[5]

- En Mateo 15:6 omitió η την μητερα (αυτου) (o (su) madre) — א B D copsa;[6]

- En Marcos 10:7 omitió la frase και προσκολληθησεται προς την γυναικα αυτου (y se unirá a su mujer), en los códices Sinaítico, Vaticano, Athos Lavrensis, 892, ℓ 48, syrs, goth.[7]

- En Lucas 11:4 la frase αλλα ρυσαι ημας απο του πονηρου (sino líbranos del mal) es omitida. La omisión coincide con los manuscritos: Sinaitico, B, L, f1, 700, vg, syrs, copsa, bo, arm, geo.[8]

- En Lucas 9:55-56 tiene únicamente στραφεις δε επετιμησεν αυτοις (pero dio la vuelta y los reprendió) — p45 p75 א B C L W X Δ Ξ Ψ 28 33 565 892 1009 1010 1071 Bizpt Lect

- para mostrar más variaciones entre los pasajes sinópticos paralelos — como en la versión del padrenuestro de Lucas (Lucas 11:2), en el texto alejandrino comienza "Padre.. ", mientras que en el texto Bizantino se lee (como también paralelo a Mateo 6:9) "Padre nuestro que estás en el cielo... ";

- para tener una proporción superior de lecturas "difíciles" — como en Mateo 24:36 la cual se lee en el texto alejandrino "Pero de aquel día, ni los ángeles del cielo, ni el Hijo, sino solo el Padre"; mientras que el texto bizantino omite la frase "ni el Hijo", evitando así la afirmación que Jesús carecía de conocimiento divino completo. Otra lectura difícil: Lucas 4:44.

- Cabe señalar que las comparaciones anteriores son tendencias en lugar de diferencias consistentes. Por lo tanto, hay una serie de pasajes del Evangelio de Lucas, en donde el tipo-textual occidental es un testimonio más corto - las no-interpolaciones occidentales. También hay una serie de lecturas en el texto Bizantino que muestran la variación entre los pasajes sinópticos, que no se encuentran en los textos occidentales ni en los alejandrinos - como la prestación al griego de las últimas palabras en arameo de Jesús, que se presentan en el texto bizantino como "Eloi, Eloi ..." en Marcos 15:34, pero "Eli, Eli ..." en Mateo 27:46.

## Lecturas peculiares
En el Evangelio de Mateo 27:49 se añadió este texto: "El otro tomó una lanza y le traspasó el costado, e inmediatamente le salió agua y sangre" (ver Juan 19:34). Podemos encontrar esta variante textual en los códices: Sinaítico, Vaticano, Regius, y varios otros testimonios de tipo textual alejandrino. Es probable que este texto se añadió por causa de los combates con el docetismo.
Marcos 5:9
λεγιων ονομα μοι — א B C L Δ
απεκριτη — D
απεκριθη λεγων — E 565 700
λεγεων — A W Θ f1 f13 Biz
Marcos 6:22
- θυγατρος αυτου Ηρωδιαδος — א B D L Δ 565
- θυγατρος αυτης της Ηρωδιαδος — A C K Θ Π
- θυγατρος αυτης Ηρωδιαδος — W f13 28 33 700 892 1009 1010 1071 1079 1195 1216 1230 1241 1242 Biz it vg
- θυγατρος της Ηρωδιαδος — f1 itaur, b, c, f sir cop got arm et geo

Lucas 1:76 — προ προσωπου ] ενωπιον
Lucas 9:35
- εκλελεγμενος — א B Ξ 892 1241
- εκλεκτος — Θ f1 1365
- αγαπητος — A C K P W X Δ Π f13 28 33 565 700 Biz
- αγαπητος εν ο ευδοκησα — C3 D Ψ ℓ 19 ℓ 31 ℓ 47 ℓ 48 ℓ 49

Hechos 27:41
υπο της βιας — א, A, B, arm, geo
υπο των κυματων — Ψ (ℓ 1441 των κυματων con obeli y omitió υπο)
υπο της βιας των κυματων — {\displaystyle {\mathfrak {P}}}74, C, P, 049, 056, 0142, (אc 104 απο), 33, 81, 88, 181, 326, 330, 436, 451, 614, (629 των ανεμων), 630, 945, 1241, 1505, 1739, 1877, 2127, 2412, 2492, 2495, Biz, Lec, sirp, h, cop, etpp
1 Corintios 2:1
μυστηριον – {\displaystyle {\mathfrak {P}}}46, א, Α, C, 88, 436, ita,r, sirp, copbo
μαρτυριον – B D G P Ψ 33 81 104 181 326 330 451 614 629 630 1241 1739 1877 1881 1962 1984 2127 2492 2495 Biz Lec it vg sirh copsa arm et
1 Corintios 2:4
πειθοις σοφιας λογοις (palabras persuasivas de la sabiduría) – (א λογος) B (Dgr 33 πιθοις) Dc 181 1739 1877 1881 itr1 vgww eth
πειθοις σοφιας (sabiduría persuasiva) – {\displaystyle {\mathfrak {P}}}46 Ggr
πειθοι σοφιας (sabiduría persuasiva) – 35 itf,g
πειθοις ανθρωπινης σοφιας λογοις – C Ψ (A P 326 330 πιθοις) 81 88 104 436 451 614 629 1241 1984 2127 2492 Biz vgcl sirh copbo
1 Corintios 7:5
τη προσευχη (oración) – {\displaystyle {\mathfrak {P}}}11, {\displaystyle {\mathfrak {P}}}46, א*, A, B, C, D, F, G, P, Ψ, 6, 33, 81, 104, 181, 629, 630, 1739, 1877, 1881, 1962, it vg, cop, arm, et
τη νηστεια και τη προσευχη (ayuno y oración) – אc, K, L, 88, 326, 436, 614, 1241, 1984, 1985, 2127, 2492, 2495, Biz, Lec, sirp,h, got
τη προσευχη και νηστεια (oración y ayuno) – 330, 451, Juan Damasceno
1 Corintios 7:14
αδελφω – {\displaystyle {\mathfrak {P}}}46, א*, A, B, C, D, F, G, P, Ψ, 33, 181, 1739, 1877, 1962, d, e, f, g, cop
ανδρι – אc, Dc, K, L, 81, 88, 104, 326, 330, 436, 451, 614, 630, 1241, 1881, 1984, 1985, 2127, 2492, 2495, Biz, Lec, sirh, goth, arm, et
1 Corintios 9:20
μη ων αυτος υπο νομον – א*, A, B, C, D, F, G, P, 33, 104, 181, 436, 629, 630, 1739, 1877, 2127, 2495, it, vg, cop, got, arm
1 Corintios 11:24
υμων — {\displaystyle {\mathfrak {P}}}46, א*, A, B, C*, 33, 1739, arm
υμων κλωμενον — אc,  C3, Db, c, G, K, Ψ, 81, 88, 104, 181, 326, 330, 436, 451, 614, 629, 630, 1241, 1739mg, 1877, 1881, 1962, 1984, 1985, 2127, 2492, 2495, Biz, Lec
υμων διδομενον — c, dem, f, t, x, zc, vg (tradetur), cop, et
1 Corintios 15:47
δευτερος ανθρωπος — א*, B, C, D, F, G, 0243, 33, 1739, it, vg, copbo et
δευτερος ανθρωπος ο κυριος — אc, A, Dc, K, P, Ψ, 81, 104, 181, 326, 330, 436, 451, 614, 629, 1241, 1739mg, 1877, 1881, 1984, 1985, 2127, 2492, 2495, Biz, Lec

## Evaluación de los tipos textuales
La mayoría de los críticos textuales del Nuevo Testamento favorecen al tipo textual alejandrino como el representante más cercano a los textos originales por muchas razones. Una de ellas es que los manuscritos alejandrinos son los más antiguos que hemos encontrado, y algunos de los primeros Padres de la Iglesia utilizaron las lecturas encontradas en el texto alejandrino. Otra es que las lecturas alejandrinas se consideran con más frecuencia como las que mejor pueden explicar el origen de todas las variantes de lecturas encontradas en otros tipos textuales.
Sin embargo, a este consenso general hay opiniones distintas. Algunos críticos textuales, especialmente los de Francia, sostienen que el tipo textual occidental, un texto antiguo del que se derivan las versiones en Latín antiguo del Nuevo Testamento, está más cerca a los originales.
En los Estados Unidos, algunos críticos tienen una opinión contraria, esta prefiere al tipo textual bizantino (Maurice Robinson). Ellos afirman que, casi solo Egipto ofrece óptimas condiciones climáticas que favorecen a la conservación de los manuscritos antiguos, mientras que, por otro lado, los papiros utilizados en la parte oriental (Asia Menor y Grecia) no habría sobrevivido debido a las condiciones climáticas desfavorables. Por lo tanto, no es de extrañar que si tuviéramos que encontrar  manuscritos bíblicos antiguos, podrían provenir principalmente de la zona geográfica alejandrina, y no de la zona geográfica bizantina. El argumento a favor de la naturaleza autoritaria de este último es que el mayor número de manuscritos bizantinos copiados en los siglos posteriores, al contrario de los manuscritos alejandrinos, indican una comprensión superior por los escribas que aquellos más cercanos a los Autógrafos. Eldon Jay Epp argumentó que los manuscritos se distribuyeron en el mundo romano, y numerosos documentos de otras partes del Imperio Romano se encontraron en Egipto desde finales del siglo XIX.
Los principales defensores alejandrinos argumentan que la Iglesia Bizantina estaba dominada por el Arrianismo (el cual está en oposición a la corriente principal del dogma cristológico trinitario) alrededor del tiempo en que vemos por primera vez evidencia del texto bizantino emergente. Sin embargo, la mayoría de los eruditos coinciden en que no hay evidencia de alteración sistemática de teología en cualquiera de los tipos textuales.
La evidencia de los papiros sugiere que - al menos en Egipto - coexistieron en la misma área en el período del Cristianismo Primitivo lecturas de manuscritos muy diferentes. Así, mientras que a principios del siglo III el papiro P75, que es un testimonio textual de Lucas y Juan está muy cerca del que se encuentra un siglo después, en el Códice Vaticano, el P66, casi contemporáneo, tiene un texto mucho más libre de Juan; con muchas variantes únicas; y otras ahora consideradas distintivas a los tipos textuales occidental y bizantino, no obstante, la mayor parte de las lecturas son alejandrinas. Por lo tanto, la mayoría de textos críticos modernos no se consideran cualquier tipo-textual como derivado en directa sucesión de los manuscritos autógrafos, sino más bien, como los frutos de ejercicios locales para compilar el mejor texto del Nuevo Testamento desde un manuscrito de tradición cual muestra grandes variaciones.

## Historia de la investigación
Griesbach  produjo una lista de nueve manuscritos que representan al texto alejandrino: C, L, K, 1, 13, 33, 69, 106 y 118. El Códice Vaticano no estuvo en esta lista. En 1796, en la segunda edición de su Nuevo Testamento en griego de Griesbach agregó al Códice Vaticano como un testimonio de texto alejandrino en Marcos, Lucas y Juan. El aún piensa que la primera mitad de Mateo presenta el tipo-textual Occidental.
Johann Leonhard Hug (1765–1846) sugirió que la recensión alejandrina iba a ser fechada a mediados del siglo III, y fue la purificación de un texto rústico, que era similar al texto del Códice de Beza. Como resultado a esta recensión se removieron las interpolaciones y se hicieron algunos refinamientos gramaticales. El resultado fue el texto de los códices B, C, L,  y el texto de Atanasio de Alejandría y Cirilo de Alejandría.
A partir de Karl Lachmann (1850), los manuscritos del tipo textual alejandrino han sido los más influyentes en las ediciones modernas críticas del griego del Nuevo Testamento, logrando una amplia aceptación en el texto de Westcott & Hort (1881), y culminando en la 4a. edición en las Sociedades Bíblicas Unidas y la 27a. Edición del Nuevo Testamento Nestle-Aland.
Hasta la publicación de la Introducción de Westcott y Hort en 1881 se mantuvo la opinión de que el texto alejandrino está representado por los códices B, C, L. El texto alejandrino es uno de los tres textos ante-Nicenos del Nuevo Testamento (Neutral y Occidental). El texto del Códice Vaticano permanece en mayor afinidad al Texto Neutral.
Luego de descubrir los manuscritos {\displaystyle {\mathfrak {P}}}66 y {\displaystyle {\mathfrak {P}}}75 el texto Neutral y el texto Alexandrino fueron unificados.